# Aporia genestieri
Aporia genestieri is een vlindersoort uit de familie van de Pieridae (witjes), onderfamilie Pierinae.
Aporia genestieri werd in 1902 beschreven door Oberthür.